# 努瓦耶尔莱于米埃尔
努瓦耶尔莱于米埃尔（法語：Humières）是法国北部-加来海峡大区加来海峡省的一个市镇，属于蒙特勒伊区帕尔克县。该市镇2009年时的人口为53人。

## 人口
努瓦耶尔莱于米埃尔人口变化图示
| 数据来源：INSEE |